# Ron Cephas Jones
Ron Cephas Jones (Paterson, Nueva Jersey, 8 de enero de 1957-19 de agosto de 2023) fue un actor estadounidense. Es conocido por su papel en la serie This Is Us (2016–2022), por el que obtuvo dos Premios Emmy al mejor actor invitado en una serie dramática, en 2018 y 2020. Jones ha trabajado en varias películas y series de televisión, como Half Nelson (2006), Glass Chin (2014), las primeras dos temporadas de Mr. Robot (2015–2016) y Luke Cage (2016–2018).

## Primeros años
Jones nació el 8 de enero de 1957 en Paterson, Nueva Jersey. Asistió a la Escuela Secundaria John F. Kennedy y a la universidad Ramapo College. En Ramapo, la idea original de Jones era estudiar jazz bajo la tutela del director Arnold Jones, pero decidió especializarse en teatro después de obtener el protagónico en una producción de Cinderella Ever After en su segundo año. Jones se graduó de Ramapo en 1978 y se mudó a Los Ángeles, California, donde trabajó como conductor de autobús en Rapid Transit District durante los cuatro años siguientes. En esa época, Jones se enamoró, tuvo un hijo y se separó. Vivió en varias ciudades, entre ellas San Francisco, Arizona y Nueva Orleans, y finalmente regresó a la ciudad de Nueva York en 1985.

## Carrera
Después de regresar a Nueva York en 1985, Jones comenzó a frecuentar el Nuyorican Poets Café, en el East Village. En esta época, participó en una obra basada en la canción de Billie Holiday Don't Explain. Su actuación llamó la atención de un director de reparto, que le ofreció un papel como protagonista en la obra de Cheryl West Holiday Heart (una producción de Tazewell Thompson) en 1994. Jones trabajó en varias producciones teatrales con la Steppenwolf Theatre Company en Chicago, Illinois; asimismo, protagonizó Ricardo III, de William Shakespeare, en The Public Theater, Nueva York, y varias producciones Off Broadway. Jones también fue suplente en varias producciones de Broadway. 
Jones actuó en varias películas, entre ellas He Got Game (1998), Sweet and Lowdown (1999), Half Nelson (2006) y  Across The Universe (2007). En televisión, personificó al reverendo Lowdown en el episodio "The Goat Rodeo" de la serie de 2013 Low Winter Sun y a Romero, un miembro de la "sociedad" en la serie de 2015 Mr. Robot. También tuvo una participación en la tercera temporada de la serie Banshee como el Sr. Frasier. Interpretó al ajedrecista Bobby Fish en la primera temporada de Luke Cage, de Marvel.
En 2016, protagoniza la serie dramática This Is Us de la NBC como William Hill, el padre biológico de Randall Pearson (Sterling K. Brown). En 2017, obtuvo un Premio Primetime Emmy al mejor actor invitado en una serie dramática por su actuación. Su personaje tiene apariciones recurrentes durante varias temporadas.
En octubre de 2019, Jones trabajó en la serie dramática para adolescentes Buscando a Alaska de Hulu, y en el drama de Apple TV+ Truth Be Told, junto con Octavia Spencer, Lizzy Caplan y Aaron Paul.
En 2018 apareció en la película navideña de Netflix El calendario de Navidad.

## Vida privada
Jones y la cantante de jazz británica Kim Lesley tuvieron una hija, la cantante y actriz estadounidense Jasmine Cephas Jones.

### Fallecimiento
Jones murió debido a un "problema pulmonar de larga duración" el 19 de agosto de 2023, a la edad de 66 años.

## Filmografía[11]

### Película
| Año  | Título                                 | Papel                     | Notas                      |
| ---- | -------------------------------------- | ------------------------- | -------------------------- |
| 1994 | Murder Magic                           | Buddy Dixon               |                            |
| 1996 | Naked Acts                             | Joel                      |                            |
| 1998 | He Got Game                            | Guardia carcelario Bowell |                            |
| 1999 | Sweet and Lowdown                      | Alvin                     |                            |
| 2001 | Little Senegal                         | Westley                   |                            |
| 2001 | A Day in Black and White               | n/a                       |                            |
| 2002 | Paid in Full                           | Ice                       |                            |
| 2004 | Anonymous                              | Frank                     | Corto                      |
| 2004 | The Ballad of Pinto Red                | Earl House                | Corto                      |
| 2005 | Preaching to the Choir                 | Pug                       |                            |
| 2006 | Half Nelson                            | Sr. Dickson               |                            |
| 2007 | Across the Universe                    | Black Panther             |                            |
| 2010 | Ashes                                  | Floyd                     |                            |
| 2012 | Watching TV with the Red Chinese       | Little                    |                            |
| 2013 | Titus                                  | Titus                     |                            |
| 2014 | Glass Chin                             | Ray Ellington             |                            |
| 2014 | National Theatre Live: Of Mice and Men | Crooks                    |                            |
| 2018 | Dog Days                               | Walter                    |                            |
| 2018 | Venom                                  | Jack                      | No aparece en los créditos |
| 2018 | The Holiday Calendar                   | Gramps                    |                            |
| 2019 | Dolemite Is My Name                    | Ricco                     |                            |

### Televisión
| Año     | Título                       | Papel                      | Notas                                    |
| ------- | ---------------------------- | -------------------------- | ---------------------------------------- |
| 1996    | Law & Order                  | Frank Doyle                | Episodio: "Slave"                        |
| 1996    | New York Undercover          | James Farris               | Episodio: "Blue Boy"                     |
| 1997    | Law & Order                  | Roland Books               | Episodio: "Entrapment"                   |
| 1999    | Double Platinum              | Jean Claude                | Película para televisión                 |
| 2003    | Word of Honor                | Ramon Detonq               | Película para televisión                 |
| 2006    | Law & Order: Criminal Intent | Reggie Banks               | Episodio: "Dramma Giocoso"               |
| 2008    | A Raisin in the Sun          | Willy Harris               | Película para televisión                 |
| 2012    | NYC 22                       | Arthur Anson               | Episodio: "Schooled"                     |
| 2013    | Low Winter Sun               | Reverend Lowdown           | 3 episodios                              |
| 2014    | The Blacklist                | Dr. James Covington        | Episodio: "Dr. James Covington (No. 89)" |
| 2015    | Banshee                      | Frazier                    | 2 episodios                              |
| 2015–16 | Mr. Robot                    | Romero                     | 8 episodios                              |
| 2016–17 | The Get Down                 | Winston Kipling            | 5 episodios                              |
| 2016–18 | Luke Cage                    | Bobby Fish                 | 13 episodios                             |
| 2016–22 | This Is Us                   | William "Shakespeare" Hill | 24 episodios                             |
| 2019    | Buscando a Alaska            | Dr. Hyde                   | Protagónico                              |
| 2019–23 | Truth Be Told                | Leander "Shreve" Scoville  | Protagónico                              |
| 2021    | Amphibia                     | Capitán Aldo (voz)         | Episodio: "Barrel's Warhammer"           |
| 2021    | Lisey's Story                | Profesor Dashmiel          | Miniserie                                |
| 2021–22 | Law & Order: Organized Crime | Congressman Leon Kilbride  | Recurrente (temporada 2); 8 episodios    |
| 2022    | Better Things                | Ron                        | Recurrente (temporada 5); 3 episodios    |
| 2024    | Genius: MLK/X                | Elijah Muhammad            | Lanzamiento póstumo                      |

## Premios y nominaciones
| Año  | Premio                                   | Categoría                                                                                         | Obra       | Resultado |
| ---- | ---------------------------------------- | ------------------------------------------------------------------------------------------------- | ---------- | --------- |
| 2017 | 14.º Premios Gold Derby                  | Mejor actor de reparto - Drama                                                                    | This Is Us | Nominado  |
| 2017 | 1.os Premios a la Televisión Black Reel  | Mejor actor de reparto - Drama                                                                    | This Is Us | Ganador   |
| 2017 | Premios Primetime Emmy de 2017           | Primetime Emmy al mejor actor de reparto - Serie dramática                                        | This Is Us | Nominado  |
| 2017 | 21st Premios a la Televisión OFTA        | Mejor actor de reparto - Drama                                                                    | This Is Us | Nominado  |
| 2018 | Premios del Sindicato de Actores de 2018 | Premio del Sindicato de Actores al mejor reparto de televisión - Drama (compartido con el elenco) | This Is Us | Ganador   |
| 2018 | 15.º Premios Gold Derby                  | Mejor actor invitado - Drama                                                                      | This Is Us | Nominado  |
| 2018 | 2.os Premios a la Televisión Black Reel  | Mejor actor invitado - Drama                                                                      | This Is Us | Ganador   |
| 2018 | Premios Primetime Emmy de 2018           | Primetime Emmy al mejor actor invitado - Serie dramática                                          | This Is Us | Ganador   |
| 2019 | Premios Primetime Emmy de 2019           | Primetime Emmy al mejor actor invitado - Serie dramática                                          | This Is Us | Nominado  |
| 2020 | Premios Primetime Emmy de 2020           | Primetime Emmy al mejor actor invitado - Serie dramática                                          | This Is Us | Ganador   |